# Pseudicius africanus
Pseudicius africanus är en spindelart som beskrevs av Peckham, Peckham 1903. Pseudicius africanus ingår i släktet Pseudicius och familjen hoppspindlar. Inga underarter finns listade i Catalogue of Life.